# NGC 4820
NGC 4820 este o galaxie lenticulară situată în constelația Fecioara. A fost descoperită în 1882 de către Ernst Wilhelm Tempel. Se află la o distanță de 61,38 de megaparseci de Pământ.